# Conjunt prehistòric de Gomera Vell
El conjunt prehistòric de Gomera Vell és un jaciment arqueològic prehistòric situat als llocs anomenat sa Pleta i s'Hortal Cuitor, de la possessió de Gomera, al municipi de Llucmajor, Mallorca. Les restes pertanyen a un poblat talaiòtic i estan constituïdes per dos talaiots circulars i restes de construccions. Un dels dos talaiots està situat arran de les cases de Gomera, just al darrere. És un talaiot circular que ha perdut part del cos (al nord). Es veuen restes de construccions adossades. Cap a l'oest, a una vintena de metres del talaiot hi ha una estructura rectangular molt arrasada, de 13 m de llarg per 6 d'amplada. S'hi trobà una estatueta de Cupido en planxa de plata repujada de 47 cm d'altura.